# Queaux
Queaux település Franciaországban, Vienne megyében. Lakosainak száma 570 fő (2022. január 1.). Queaux Bouresse, Gouex, Moussac, Persac, Usson-du-Poitou és Le Vigeant községekkel határos.

## Népesség
A település népességének változása:
| Lakosok száma | 504  | 488  | 519  | 524  | 542  | 547  | 549  | 546  | 570  |
|               | 2013 | 2015 | 2016 | 2017 | 2018 | 2019 | 2020 | 2021 | 2022 |